# Hawala

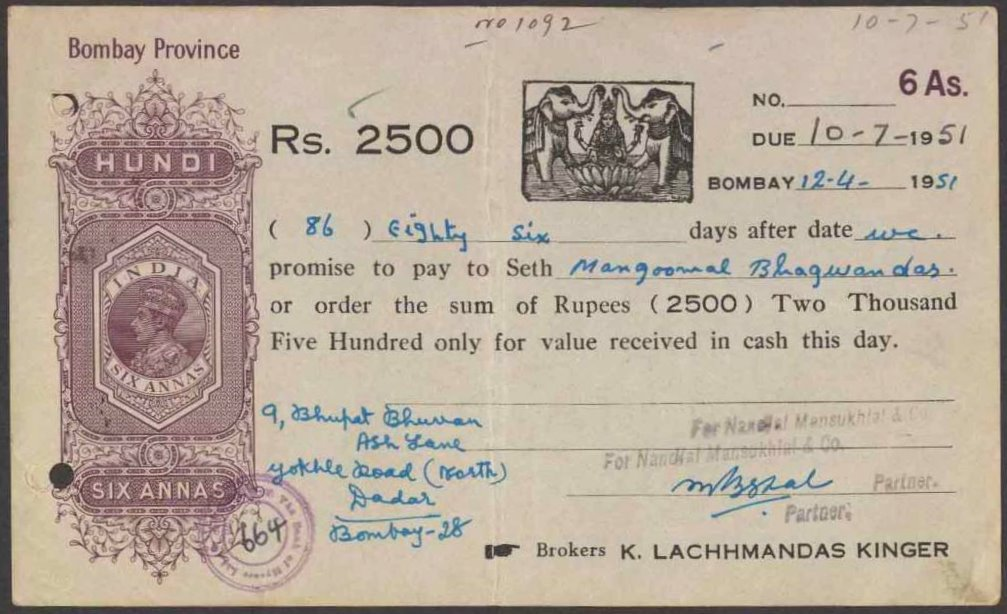
Province de Bombay 1951 Rs 2500 Hundi

Un hawala (en arabe : حِوالة, qui signifie mandat ou virement), ou hundi, est un système traditionnel de paiement informel. Son origine exacte n'est pas déterminée, mais il semble être apparu comme moyen de financement du commerce sur les grandes routes d'échange (comme la route de la soie). Le Coran, qui condamne l’usure, encourage le hawala et plusieurs hadiths détaillent ce système de transfert de fonds. En Asie du Sud, il s'est développé en un système bancaire complet, seulement remplacé progressivement par le système bancaire classique depuis le XXIe siècle. De nos jours, il est essentiellement utilisé pour les envois de fonds par les travailleurs immigrés vers leur pays d'origine, mais aussi pour l'évasion fiscale, le blanchiment d'argent ainsi que pour rémunérer des passeurs de migrants.

## Probable origine
Le système hawala serait originaire de l'Inde et aurait fait son apparition lors des échanges entre commerçants indiens, arabes et musulmans le long de la route de la soie au VIIIe siècle tout en étant utilisé comme protection contre le vol. On pense qu'il est apparu dans le financement du commerce à longue distance autour des centres de commerce de capitaux émergents au début de la période médiévale.
Le mot "hawala" a lui-même influencé le développement de la représentation légale en droit civil et dans le système juridique de la common law. Le transfert de dette, qui n'était pas autorisé par le droit romain mais qui était largement pratiqué dans l'Europe médiévale et en particulier dans les opérations financières, était dû en grande partie au commerce mené par les villes italiennes avec le monde musulman au Moyen Âge.

## Description
Le principe de base de tout hawala est de faire circuler l'argent dans un réseau d'agents de change (les hawaladars) : un client donne une somme d'argent à l'un de ces agents, qui contacte l'agent le plus proche du destinataire de cette somme et lui demande de lui verser cette somme (moins une commission, généralement) en échange de la promesse de la lui rembourser plus tard.
Les donneurs d'ordre qui gèrent ce réseau international sont appelés sarrâfs,, du mot arabe صَرَّاف qui signifie changeur d'argent. Il y a des sarrâfs notamment en Turquie et au Pakistan.
Ce système fonctionne sans transmission physique de moyen de paiement (outil de représentation de valeur, comme la monnaie), et repose entièrement sur la respectabilité existant entre les agents du réseau. Comme il ne dépend pas de l'application légale de contrats, ce système fonctionne même en l'absence de cadre juridique et légal commun entre les pays. 
Il n'y a pas de registre centralisé et les transactions passant par ce système n'ont pas le droit d'être consignées : la seule information requise pour le fonctionnement est de tenir à jour le montant total de la dette courante entre deux agents du réseau, dettes qui peuvent être réglées selon des modes de fonctionnement propres aux lettres de change. 
Cette rémission informelle des dettes permet aux agents d'un hawala de contourner les taux de change officiels en pratiquant leurs propres taux, ce qui leur fournit une possibilité de revenu supplémentaire tout en offrant une alternative souvent attractive à leurs clients. Ce système de transfert échappe à la taxation, à la régulation de la monnaie et au contrôle des échanges extérieurs par l'État, ce qui explique qu'il soit encore illégal dans certains pays (notamment dans plusieurs États des États-Unis). 
Dans le sous-continent indien, les hundis se réfèrent à un outil financier historique différent des hawalas, utilisé comme moyen de paiement et d'échange, et consistant en un ordre écrit de paiement de la part d'un créditeur à un débiteur, au bénéfice d'une tierce personne. À l'époque des Rois ou du Rajha, ils étaient utilisés pour les transferts de fonds. En Inde, le hundi est un système complet complexe.
Les hundis n'ont plus de statut légal en Inde depuis la loi sur les instruments négociables de 1881 et ont depuis été utilisés en guise de chèques par les banques locales. Cette pratique n'existe donc plus.

## Les hawalas et les attentats du 11 septembre 2001
Après les attentats du 11 septembre 2001, les hawalas ont fait l'objet de l'attention des enquêteurs pour avoir pu être utilisés pour financer le terrorisme. En novembre 2001, l'administration Bush des États-Unis a fait geler les avoirs d'Al Barakat, une compagnie de paiement hawala somalienne très utilisée par la diaspora somalienne, et plusieurs agents de ce réseau ont été arrêtés. Le rapport officiel de la commission nationale sur les attaques terroristes contre les États-Unis a ensuite conclu que l'essentiel des fonds utilisés pour organiser ces attaques avait en fait transité par le réseau de virement de la SunTrust Banks de Floride. Les charges contre Al Barakat ont été abandonnées et ses agents relâchés et définitivement retirés en août 2006 de la liste de présumés terroristes utilisée par les agences fédérales américaines. Mais plusieurs des avoirs de la compagnie restent gelés.
Malgré cela, sous la pression des administrations fédérales américaines, des efforts internationaux ont été entrepris pour appliquer aux hawalas des mesures systématiques de contrôle contre le blanchiment d'argent à l'échelle mondiale. Plusieurs réseaux hawala ont depuis été fermés et quelques hawaladars condamnés pour blanchiment d'argent.

## Utilisation par le crime organisé
Le système de hawala peut également être utilisé par des criminels sans visée terroriste,.